# Perillosz
Perillosz (Kr. e. 6. század) görög szobrász
Agrigentumból származott. Phalarisz türannosz számára elkészítette azt az ércbikát, amelybe élve zárták be az embereket, hogy az alá gyújtott tűzzel halálra kínozzák. Az eszközt magán a művészen próbálták ki, így műve első áldozata ő lett. Karthágó elfoglalása után Scipio visszaadta az agrigentumiaknak a tőlük elrabolt hírhedt szobrot. Cicero, idősebb Plinius és Ovidius említik.